# Kōsuke Hagino
Kōsuke Hagino (* 15. August 1994 in Oyama, Tochigi, jap. 萩野 公介 Hagino Kōsuke) ist ein japanischer Schwimmer. Bei den Olympischen Sommerspielen 2016 wurde er Olympiasieger im Schwimmen über 400 m Lagen.

## Karriere
Im Jahr 2011 nahm Hagino an den Jugend-Schwimmweltmeisterschaften in Lima teil, bei denen er Gold im Schwimmen über 200 m Lagen gewann. Bei seiner ersten Teilnahme an den Olympischen Sommerspielen, 2012 in London, gewann Hagino Bronze über 400 m Lagen. Er nahm ebenfalls am Finale über 200 m Lagen teil, in dem er den fünften Platz belegte.
Bei den Kurzbahnweltmeisterschaften 2014 wurde Hagino Weltmeister über 200 m Lagen. Über 400 m Lagen gewann er die Silbermedaille hinter seinem Landsmann Daiya Seto. Bei den Pan Pacific Swimming Championships im gleichen Jahr gewann Hagino Gold über 200 m Lagen und 400 m Lagen. Darüber hinaus gewann er Silber über 200 m Freistil, über 400 m Freistil und mit der 4 × 200-m-Freistilstaffel. Die Zeitschrift Swimming World zeichnete Hagino 2014 als Weltschwimmer des Jahres aus. An den Weltmeisterschaften 2015 konnte er wegen eines gebrochenen Ellbogens nicht teilnehmen.
Bei seiner zweiten Teilnahme an den Olympischen Sommerspielen, 2016 in Rio de Janeiro, wurde Hagino mit einer Zeit von 4:06,05 Minuten Olympiasieger über 400 m Lagen. Er hatte dabei 0,7 Sekunden Vorsprung gegenüber dem US-Amerikaner Chase Kalisz, der die Silbermedaille gewann. Über 200 m Lagen gewann Hagino seine erste Silbermedaille bei den Olympischen Sommerspielen und mit der 4 × 200-m-Freistilstaffel seine zweite Bronzemedaille. Im Finale über 200 m Freistil belegte der den siebten Platz.
Im Juli 2021 erreichte Hagino im Finale der Olympischen Sommerspiele 2020 in Tokio den sechsten Platz über 200 m Lagen. Nach den Spielen gab Hagino das Ende seiner Karriere bekannt.